# Гранитное (Абайская область)
Гранитное (каз. Гранитное) — село в Жанасемейском районе Абайской области Казахстана. Входит в состав Приречного сельского округа. Код КАТО — 632859200.

## Население
В 1999 году население села составляло 262 человека (129 мужчин и 133 женщины). По данным переписи 2009 года, в селе проживало 298 человек (157 мужчин и 141 женщина).